# Алекс Падія
Алехандро Падія (англ. Alejandro Padilla; нар. 22 березня 1973) — американський інженер і політик, який є молодшим сенатором Сполучених Штатів від Каліфорнії з 2021 року. Член Демократичної партії, він обіймав посаду державного секретаря Каліфорнії з 2015 по 2021 рік.
Падія понад сім років працював у міській раді Лос-Анджелеса, представляючи 7-й округ. Вперше обраний у 1999 році, він був президентом міської ради Лос-Анджелеса з 2001 по 2006 рік. Член Сенату штату Каліфорнія від 20-го округу з 2006 по 2014 рік.
У січні 2022 проголосував проти проєкту санкцій для газогону «Північний потік-2» як засобу запобігання російському вторгненню в Україну.